# Washingborough
Washingborough è un villaggio e parrocchia civile dell'Inghilterra, appartenente alla contea del Lincolnshire.